# Roger Keyes

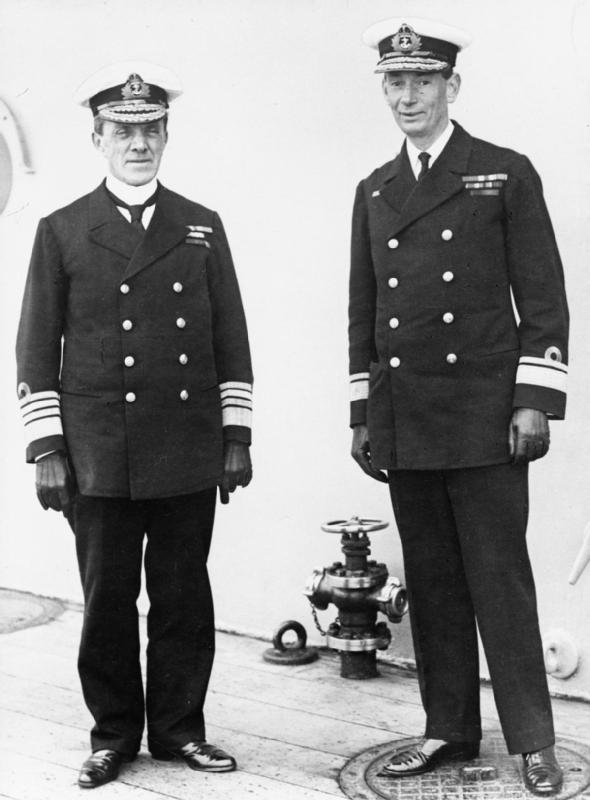
Z wiceadmirałem Sturdee w 1917

Roger John Brownlow Keyes (ur. 4 października 1872 w Tundiani w Indiach Brytyjskich, zm. 26 grudnia 1945 w Buckingham) – brytyjski admirał, jeden z najdłużej pozostających w czynnej służbie wyższych oficerów Royal Navy, uczestnik między innymi interwencji przeciwko powstaniu bokserów i obydwu wojen światowych. W trakcie swej kariery wojskowej wykazał się zarówno osobistą odwagą, jak i zdolnościami dowódczymi: kierował rajdem na Zeebrugge i Ostendę w 1918 roku, dowodził Flotą Śródziemnomorską w okresie międzywojennym oraz tworzył zręby organizacyjne Operacji Połączonych w pierwszym okresie II wojny światowej. W październiku 1944 roku był obserwatorem podczas bitwy o Leyte na Pacyfiku. Był członkiem Parlamentu, od 1919 roku baronetem, od 1943 roku baronem.

## Życiorys
Ojciec Rogera Keyesa, Charles, był wysokim oficerem brytyjskiej armii w Pendżabie. On sam wstąpił do Royal Navy jako kadet w lipcu 1885 roku. Promocję do stopnia porucznika (Lieutenant) otrzymał w sierpniu 1893 roku. Po okresie służby w patrolach zwalczających handel niewolnikami na wodach afrykańskich, a później południowoamerykańskich, w 1895 roku objął swoje pierwsze dowództwo na morzu, niszczyciel „Opossum”. Jako młody oficer dał się poznać jako znakomity sportowiec, gracz w polo, co przyniosło mu znajomości w towarzystwie. W 1900 roku jako dowódca kolejnego niszczyciela, „Fame”, stacjonującego w Hongkongu, wziął udział w tłumieniu powstania bokserów w Chinach. Przeprowadzony według jego planu i pod jego dowództwem atak na cztery chińskie okręty kotwiczące pod Dagu zakończył się absolutnym sukcesem: wszystkie zostały zdobyte bez strat po stronie Brytyjczyków, zaś powracający z akcji „Fame” został przywitany owacją przez całą flotę. W ciągu kolejnych dni Keyes wziął znaczący udział w zdobywaniu fortów, przeprowadzając między innymi desant, na czele zaledwie 32 ludzi, zakończony wysadzeniem magazynu amunicji jednego z nich. Wkrótce wziął udział w zdobywaniu Pekinu, znów wyróżniając się osobistą odwagą, co przyniosło mu awans do stopnia komandora porucznika (Commander).
Po powrocie do Wielkiej Brytanii Keyes został mianowany dowódcą flotylli niszczycieli stacjonującej w Devonport. W 1904 roku brał udział w śledztwie dotyczącym incydentu na Dogger Bank i zeznawał w tej sprawie przed międzynarodowym trybunałem w Paryżu. W następnym roku otrzymał promocję do stopnia komandora (Captain), jako jeden z najbardziej obiecujących młodych oficerów floty. Do 1908 roku służył jako attaché morski w Rzymie, Konstantynopolu, Wiedniu i Atenach. Powrócił na morze jako dowódca krążownika drugiej klasy „Venus”. Dwa lata później zaproponowano mu stanowisko inspektora nowej broni: okrętów podwodnych (Inspecting Captain of Submarines). Na tym stanowisku stworzył podstawy taktyki tej klasy okrętów, zdobywając jednocześnie doświadczenia, które okazały się niezwykle przydatne w dalszej karierze.
Po wybuchu I wojny światowej Keyes został, w stopniu komodora, dowódcą wszystkich brytyjskich okrętów podwodnych, operujących w rejonie Morza Północnego. Jego jednostki, pod jego osobistym dowództwem, wzięły udział w bitwie koło Helgolandu 28 sierpnia 1914 roku. 8 lutego następnego roku objął stanowisko szefa sztabu kontradmirała Cardena, dowodzącego siłami Royal Navy w operacji dardanelskiej. Pozostał na tym stanowisku pod nowym dowódcą, kontradmirałem de Robeckiem. W połowie 1916 roku powrócił do Wielkiej Brytanii, na krótko obejmując dowództwo pancernika „Centurion”. 10 kwietnia 1917 roku został awansowany do stopnia kontradmirała (Rear Admiral) i objął dowództwo tzw. Dover Patrol, połączonych sił marynarki, lotnictwa i obrony wybrzeża, odpowiedzialnych za bezpieczeństwo wód w rejonie kanału La Manche i Cieśniny Kaletańskiej. Na tym stanowisku Keyes podjął szereg zdecydowanych i często spektakularnych działań, by uniemożliwić niemieckim U-Bootom przedzieranie się na Ocean Atlantycki.
W październiku 1917 roku Keyes został szefem planowania w Admiralicji. Przygotował wówczas plany operacji morsko-szturmowej, mające zablokować dla floty niemieckiej zdobyte belgijskie porty: Zeebrugge i Ostendę. Rajd na te cele, przeprowadzony 23 kwietnia 1918 roku pod osobistym dowództwem Keyesa (już wiceadmirała), przyniósł co prawda jedynie połowiczny sukces, ale jako nieortodoksyjny przejaw inicjatywy dał jego uczestnikom sławę, zaś dowódcy komandorię Orderu Łaźni. 10 maja został przeprowadzony drugi rajd na Ostendę, również nie przynosząc oczekiwanych rezultatów. Do zakończenia wojny i przez kilka kolejnych miesięcy Keyes pozostawał jako dowódca w Dover.
W 1919 roku został obdarzony tytułem baroneta Dover, w tym samym czasie objął również dowództwo eskadry pancerników Floty Atlantyckiej. Kolejną była funkcja zastępcy szefa sztabu Admiralicji, zaś w maju 1925 roku dowódcy Floty Śródziemnomorskiej, z HMS „Warspite” jako okrętem flagowym. Pozostawał na tym stanowisku do wiosny 1928 roku, od 1926 roku jako pełny admirał, później został mianowany dowódcą bazy marynarki w Portsmouth. W 1930 roku został admirałem floty (Admiral of the Fleet), by w pięć lat później przejść w stan spoczynku. W styczniu 1934 roku został członkiem Izby Gmin z ramienia Partii Konserwatywnej, z okręgu Portsmouth North. W 1938 roku pozostawał w jawnej opozycji wobec układu monachijskiego i premiera Chamberlaina. Po wybuchu II wojny światowej powrócił w szeregi Royal Navy jako ochotnik.
Od lipca 1940 do października 1941 roku, jako Szef Operacji Połączonych, tworzył pierwsze formacje brytyjskich komandosów. Później, wobec szwankującego zdrowia, przeszedł ponownie w stan spoczynku, pozostając wciąż członkiem Izby Gmin i udzielając się publicznie na rzecz zwycięstwa. W styczniu 1943 roku został kreowany baronem Keyes (Baron Keyes of Zeebrugge and Dover in the County of Kent), wchodząc w skład Izby Lordów. W drugiej połowie 1944 roku, jako osoba wciąż popularna, wyjechał na szereg spotkań i odczytów w Stanach Zjednoczonych i Kanadzie, by przez obszar działań wojennych na Pacyfiku dotrzeć do Australii i Nowej Zelandii. W październiku tegoż roku pełnił funkcję obserwatora przy sztabie amerykańskim podczas walk na Filipinach. Do Wielkiej Brytanii powrócił w kwietniu 1945 roku. Zmarł w swej posiadłości w Buckingham 26 grudnia tegoż roku. Został pochowany na cmentarzu poległych w rajdzie na Zeebrugge w Dover.
Żonaty od 1906 roku z Evą Bowlby, miał dwóch synów: Geoffreya, który zginął w 1941 roku podczas rajdu komandosów na kwaterę Rommla (operacja Flipper) i Rogera George’a, oraz córkę Kathrinę.